# The Neighbors' Window
The Neighbors' Window é um curta-metragem norte-americano de 2019 dirigido, escrito e produzido por Marshall Curry. Como reconhecimento, recebeu o Oscar 2020 na categoria de Melhor Curta-metragem.